# Співучий жайвір-стрибунець
«Співучий жайвір-стрибунець» (нім. Das singende springende Löweneckerchen) — казка зі збірки братів Грімм «Дитячі та сімейні казки» (1815). Опублікована під номером 88.
Згідно з класифікацією казкових сюжетів Аарне-Томпсона має номер 425C.

## Сюжет
Казка розповідає про дівчинку, яка дуже хоче в дарунок від свого батька отримати екзотичну пташку — жайворонка. Коли батько вирушає за птахом, його зупиняє лев і каже, що вб'є його, якщо той не віддасть йому свою дочку. Батько погоджується, і дівчина, хоч і з острахом, вирушає до лева.
Згодом з'ясовується, що лев — це зачарований королевич, який уночі набуває людської подоби. З часом між ними зароджується кохання, і дівчина стає щасливою, живучи з ним. Та невдовзі все змінюється, коли вона робить спробу зняти чари. Це призводить до низки драматичних подій: коханий королевич перетворюється на голуба й відлітає. Дівчина вирушає в небезпечну мандрівку, щоб знайти свого коханого, і, зрештою, після всіх пригод, їм вдається знову з'єднатися і назавжди зняти прокляття.